# Motavizumab
Motavizumab (đề xuất bởi INN, tên thương mại Numax) là một kháng thể đơn dòng được nhân hóa. Nó đang được MedImmune (ngày nay là công ty con của AstraZeneca) điều tra để ngăn ngừa nhiễm virus hợp bào hô hấp ở trẻ sơ sinh có nguy cơ cao. Tính đến tháng 9 năm 2009, nó đang trải qua giai đoạn thử nghiệm lâm sàng giai đoạn II và III.
Vào tháng 6 năm 2010, Ủy ban Tư vấn về Thuốc chống vi-rút của FDA đã từ chối xác nhận yêu cầu cấp phép của MedImmune về việc cấp phép cho Motavizumab trong quyết định 14 đến 3. Các thành viên của hội thảo đã nêu ra một số lý do cho quyết định này, và nhiều người lo ngại rằng "chúng tôi không xem xét một sản phẩm có bằng chứng về sự vượt trội về hiệu quả" khi so sánh với kháng thể đơn dòng đã có sẵn Palivizumab.
Vào tháng 12 năm 2010, AstraZeneca trong một tuyên bố về thị trường chứng khoán tuyên bố rằng họ sẽ viết ra $ 445 triệu (£ 286 triệu) sau khi ngừng chương trình phát triển chính cho Motavizumab. Công ty tuyên bố rằng họ sẽ không còn phát triển Motavizumab để ngăn chặn virus hợp bào hô hấp (RSV), và kết quả là đã rút đơn xin cấp phép cho Cục Quản lý Thực phẩm và Dược phẩm Hoa Kỳ. Họ nói thêm rằng họ sẽ tiếp tục phát triển Motavizumab cho các phương pháp điều trị RSV khác.